# Thalassaphorura
Genre
Thalassaphorura est un genre de collemboles de la famille des Onychiuridae.

## Liste des espèces
Selon Checklist of the Collembola of the World (version du 1er octobre 2019) :
- Thalassaphorura alborufescens (Vogler, 1895)
- Thalassaphorura aspinata Kaprus & Pasnik, 2017
- Thalassaphorura bagnalli (Salmon, 1959)
- Thalassaphorura bapen Sun, Chen & Deharveng, 2010
- Thalassaphorura biquaternata Sun & Li, 2015
- Thalassaphorura bisetosa Sun & Wu, 2013
- Thalassaphorura boskovae (Lucic, Dimitrijevic & Mihajlova, 2003)
- Thalassaphorura brevisetosa Sun, Gao & Potapov, 2014
- Thalassaphorura butrosi (Christiansen, 1956)
- Thalassaphorura clayae (Salmon, 1958)
- Thalassaphorura cryptopyga (Denis, 1931)
- Thalassaphorura debilis (Moniez, 1889)
- Thalassaphorura dinghuensis (Lin & Xia, 1985)
- Thalassaphorura duplopunctata (Strenzke, 1954)
- Thalassaphorura encarpata (Denis, 1931)
- Thalassaphorura franzi (Stach, 1946)
- Thalassaphorura ghatensis (Prabhoo, 1971)
- Thalassaphorura grandis Sun, Chen & Deharveng, 2010
- Thalassaphorura guangdongensis Sun & Li, 2015
- Thalassaphorura guangxiensis Sun, Bedos & Deharveng, 2017
- Thalassaphorura guineaensis (Salmon, 1965)
- Thalassaphorura hainanica Sun, Gao & Potapov, 2014
- Thalassaphorura halophila (Bagnall, 1937)
- Thalassaphorura hera (Christiansen & Bellinger, 1980)
- Thalassaphorura hoguei (Palacios-Vargas & Díaz, 1996)
- Thalassaphorura ishikawai (Yosii, 1956)
- Thalassaphorura jailolonis (Yoshii & Suhardjno, 1992)
- Thalassaphorura kirgisica (Martynova, 1971)
- Thalassaphorura kwona (Thibaud & Lee, 1994)
- Thalassaphorura lagunensis (Palacios-Vargas & Díaz, 1996)
- Thalassaphorura lifouensis (Thibaud & Weiner, 1997)
- Thalassaphorura linzhiensis Sun & Li, 2015
- Thalassaphorura lolae Arbea, 2017
- Thalassaphorura macrospinata Sun & Wu, 2012
- Thalassaphorura martynovae (Dunger, 1978)
- Thalassaphorura microspinata Sun, Bedos & Deharveng, 2017
- Thalassaphorura moniezi (Bagnall, 1935)
- Thalassaphorura orientalis (Stach, 1964)
- Thalassaphorura parvicornis (Mills, 1934)
- Thalassaphorura petallata (Salmon, 1958)
- Thalassaphorura petaloides (Rusek, 1981)
- Thalassaphorura petiti Sun & Wu, 2013
- Thalassaphorura pomorskii Sun, Chen & Deharveng, 2010
- Thalassaphorura problematica Sun, Deharveng & Wu, 2013
- Thalassaphorura qinlingensis Sun & Wu, 2013
- Thalassaphorura qixiaensis Yan, Shi & Chen, 2006
- Thalassaphorura reducta Sun, Chen & Deharveng, 2010
- Thalassaphorura saccardyi (Denis, 1935)
- Thalassaphorura sayana Kaprus & Pasnik, 2017
- Thalassaphorura sensilata (Thibaud & Massoud, 1980)
- Thalassaphorura sibirica Kaprus & Pasnik, 2017
- Thalassaphorura stebaevae Kaprus & Pasnik, 2017
- Thalassaphorura stepensis Kaprus & Pasnik, 2017
- Thalassaphorura tamdaona (Nguyen, 1995)
- Thalassaphorura tamurai (Yue & Yin, 2000)
- Thalassaphorura tenuis Babenko, 2007
- Thalassaphorura thaibinhensis (Nguyen, 2001)
- Thalassaphorura thalassophila (Bagnall, 1937)
- Thalassaphorura tiani Sun, Chen & Deharveng, 2010
- Thalassaphorura tibiotarsalis Sun, Chen & Deharveng, 2010
- Thalassaphorura tovtrensis (Kaprus & Weiner, 1995)
- Thalassaphorura tridentata (Stebaeva, 1982)
- Thalassaphorura weinerae Kaprus & Pasnik, 2017
- Thalassaphorura xihuensis Sun & Li, 2015
- Thalassaphorura yodai (Yosii, 1966)
- Thalassaphorura yolandae (Izarra, 1971)
- Thalassaphorura zschokkei (Handschin, 1919)

## Publication originale
- Bagnall, 1949 : Contributions toward a knowledge of the Isotomidae (Collembola). I-XV. Annals & Magazine of Natural History Series, vol. 12, no 1, p. 529-541.